# Recinto
Recinto es una localidad que se encuentra ubicada en la comuna de  Pinto, Provincia de Diguillín, Región de Ñuble, Chile.
Recinto es una de las localidades que conforman el llamado Valle de las Trancas.

## Turismo
En su momento fue un sector turístico preferido por muchas familias hasta hace pocos años, junto a su vecina Los Lleuques. Contó con servicios de hotelería, cabañas, arrendamiento de caballos, carnicerías y hermosos lugares para salir de excursión, como los saltos del Renegado y los Pellines en el río Chillán. Hoy Recinto apuesta por otros rubros, como la cervecería artesanal, ventas de artesanías y antigüedades, algunas comidas típicas, como la malta con harina de avellana, entre otras. También cuenta con servicios básicos en seguridad, salud, educación, comercio, religión, locomoción y posee el segundo cementerio con el que cuenta la comuna.
En sus proximidades se encuentra la Reserva Nacional Los Huemules del Niblinto, los Nevados de Chillán y las Termas de Chillán.

## Accesibilidad y transporte
Su acceso se realiza a través de la ruta N-55. 
Esta localidad rural cuenta con el Aeródromo Atacalco. que permite su conectividad aérea con el resto del país. se accede a este aeródromo por la ruta N-633